# Carl Werckshagen (Theologe)
Carl Wilhelm Werckshagen (* 23. August 1863 in Ronsdorf b. Barmen (heute Stadtteil von Wuppertal); † 2. August 1908 in Berlin) war ein deutscher Theologe, Pastor, Schriftsteller und Redakteur.

## Leben
Carl Werckshagen war der älteste Sohn des Fabrikdirektors Carl Wilhelm Eduard Werckshagen (1836–1903) und dessen Ehefrau Juliane Wilhelmine geb. Keller (1835–1927). Nach dem Besuch des Gymnasiums in Barmen studierte er ab 1883 evangelische Theologie in Bonn, Tübingen und Straßburg. Zu seinen akademischen Lehrern gehörten Wilhelm Bender, Christoph von Sigwart und Emil Kautzsch. 1886 legte Werckshagen die Prüfung „pro licentia“ (Predigterlaubnis) ab. 
Im Anschluss an den einjährigen Militärdienst war er 1887/1888 als Hilfsprediger an St. Martini in Bremen tätig. Als der dortige Pastor Moritz Schwalb schwer erkrankte, wurde Werckshagen vom Kirchenvorstand als Vertretung vorgeschlagen, was jedoch unter anderem an seiner fehlenden Ordination scheiterte. 1888 gab er dort seine Abschiedspredigt und legte danach das Examen „pro ministerio“ (Zweites Theologisches Examen) ab. Trotzdem verweigerte ihm das Rheinische Konsistorium die Bescheinigung seiner Anstellungsfähigkeit als Pfarrer, was mit Zweifeln an seiner theologischen Überzeugung begründet wurde.
Ab 1889 arbeitete Werckshagen als Redakteur für den Deutschen Protestantenverein in Berlin und gab die Protestanten-Vereins-Correspondenz heraus, bis diese 1897 eingestellt wurde. Parallel dazu war er von 1892 bis 1894 als Redakteur der Religiösen Volksbibliothek tätig. 1897 versuchte er vergeblich, die dritte Pfarrstelle an der Lutherkirche in Berlin-Schöneberg zu erhalten. Stattdessen war er ab 1898 als Prediger an der städtischen Anstalt für psychisch Kranke in Dalldorf und an der Anstalt für Epileptische Wuhlgarten bei Biesdorf tätig.
Werckshagen heiratete 1891 die Opern- und Konzertsängerin Lina Stahlke (1860–1941). Er wurde Vater von drei Töchtern und einem Sohn, dem Dramaturgen Carl Werckshagen. 1908 starb er nach längerer Krankheit im Alter von 44 Jahren in Berlin. Er wurde auf dem Jacobi-Kirchhof am Rollkrug in Rixdorf bestattet.

## Werk
Werckshagen äußerte sich zu mannigfaltigen Themen in Form von Vorträgen und einer Reihe von Schriften. Er veröffentlichte unter anderem eine kirchengeschichtliche Studie über Luther und Hutten (1888), eine Biografie des Theologen Michael Baumgarten (1894) und die anonyme Schrift Die Religion der kommenden Zeit. Bekenntnisse und Studien über Moral, Religion und Kirche (1891). Er gab zudem das vielbeachtete zweibändige monumentale Sammelwerk Der Protestantismus am Ende des XIX. Jahrhunderts in Wort und Bild (1900–1902) heraus. Daneben erschienen von ihm Publikationen über Schul- und Kulturpolitik, Predigten und Erbauungsliteratur.
Werckshagen schrieb Artikel zu religiösen und kirchlichen Themen für die Berliner Blätter Vossische Zeitung, Berliner Tageblatt und Tag, außerdem Feuilletons für die Sonntagsausgabe der Bremer Nachrichten, die er in dem Buch Sonntagsgedanken eines Alltagsmenschen (1906) zusammenstellte. 